# Dylan Jacquot
Pas d'image ? Cliquez ici

a Compétitions nationales et continentales officielles uniquement.

Dernière mise à jour le 9 mai 2025.
Dylan Jacquot né le 6 février 1995, est un joueur français de rugby à XV. Il occupe la position de pilier gauche.

## Biographie
Originaire de Lyon, Dylan Jacquot commence le rugby au sein de l'Olympique Saint-Genis-Laval, avant de rejoindre le Lyon OU en 2007. Il y reste jusqu'en 2013, date à laquelle il intègre le centre de formation du FC Grenoble.
Il dispute son premier match en professionnel avec son club formateur à l’âge de 20 ans en Top 14.

## Palmarès
- Championnat de France de Pro D2 :
  - Vice-champion (1) : 2018 avec le FC Grenoble
- Barrage d'accession au championnat de France de Top 14 :
  - Vainqueur (1) : 2018 avec le FC Grenoble
  - Finaliste (1) : 2019 avec le FC Grenoble